# Nicolas Lambert
Pour les articles homonymes, voir Lambert et Nicolas Lambert (homonymie).
Nicolas Lambert est un comédien, dramaturge et metteur en scène de théâtre français né le 19 juin 1967 à Saint-Quentin.

## Biographie

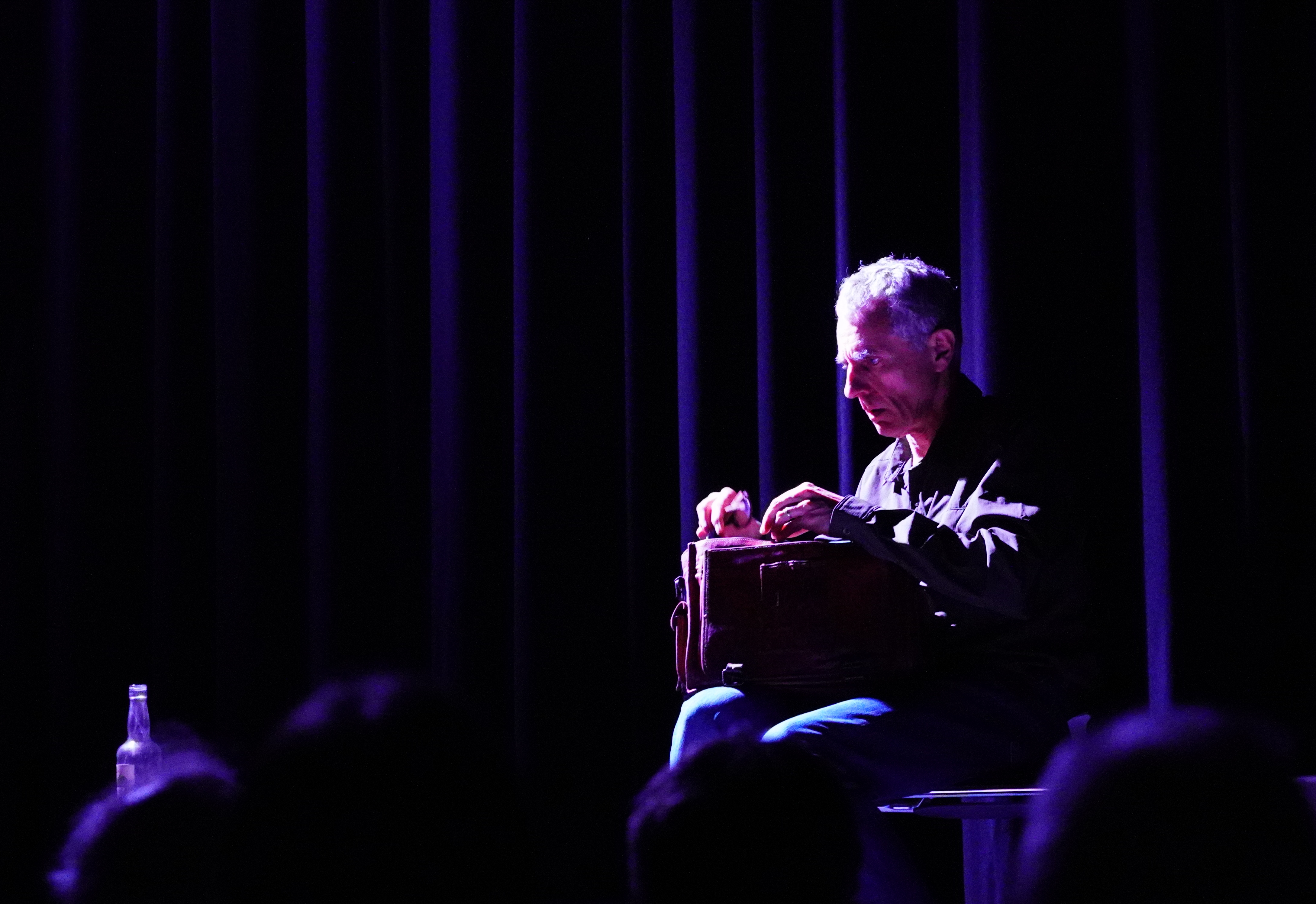
Nicolas Lambert, auteur interprète de "La France, Empire" (2024).

C'est au lycée que Nicolas Lambert s'essaye au théâtre, expérience qu'il va prolonger lors de ses études de philosophie à l'université de Nanterre. Il dirige le Théâtre universitaire de Nanterre de 1990 à 1992, date à laquelle il fonde avec Sylvie Gravagna la compagnie Charlie Noé. La compagnie proposait de jouer ses spectacles en banlieue parisienne, dans des lieux souvent non théâtraux, notamment dans des zones d'éducation prioritaires.
En 2003, il assiste au procès de l'affaire Elf. Il va en tirer le premier volet du projet L'A-démocratie (bleu/blanc/rouge) avec la pièce Elf, la pompe Afrique, qu'il écrit puis présente avec la compagnie Un pas de côté en 2004. Le deuxième volet, Avenir radieux, une fission française (2011) poursuit le travail d'investigation autour du nucléaire civil français à travers le personnage de Pierre Guillaumat (fondateur de la société Elf et ancien administrateur du CEA) et Le Maniement des larmes achève la trilogie en 2015 en se focalisant sur les ventes d'armes par la France. Ces trois proposition de théâtre documentaire remettent le genre à l'affiche des théâtres français d'où il avait disparu depuis les années 1970.
Il a travaillé également en tant qu'homme de radio au projet Fréquences éphémères qu'a créé Antoine Chao.

## Œuvres jouées
- 2004 : Elf, la pompe Afrique (série : L'A-démocratie, volet bleu), création à Paris, au Studio de l'Ermitage, 2004.
- 2011 : Avenir radieux, une fission française (série : L'A-démocratie, volet blanc), création à Saint-Denis de la Réunion, au Centre dramatique de l'Océan Indien, 2012
- 2015 : Le Maniement des larmes (série : L'A-démocratie, volet rouge), création à Mâcon, au Théâtre de Mâcon - Scène nationale, 2015.

- 2024 :  La France, Empire[6]- un secret de famille national (série : Le Théâtre des Opérations), création à Paris, au Théâtre de Belleville 2024.

## Publications
- 2024 : La France, Empire - un secret de famille national, éditions Un Pas de Côté (Paris)
- 2016 : Le Maniement des larmes, préface de Karl Laske, illustration de Otto T., éditions de l'Échappée (Paris)
- 2014 : Elf, la pompe Afrique, préface de François-Xavier Verschave, illustration de Otto T., éditions de l'Échappée (Paris)
- 2011 : Avenir radieux, une fission française, préface de Jean-Luc Porquet, illustration de Otto T., éditions de l'Échappée (Paris)
- 2005 : Elf, la pompe Afrique, lecture d'un procès, complété d'un CD de numéros de l'émission Là-bas si j'y suis des 13 et 14 février 2005, Tribord